# Сапьян, Наталья Александровна
Наталья Александровна Сапьян − советский снайпер Великой Отечественной войны, уничтожила 102 немецких солдат и офицеров
.

## Биография
Родилась в Ленинграде. До войны закончила курсы медсестёр. С началом Великой Отечественной войны добровольно пошла на фронт.
В 1942 году училась в школе снайперов. На фронте начала воевать в составе 103-й погранполка НКВД.
На войне помимо снайперской работы добровольно исполняла обязанности санинструктора, она спасла жизнь 109 раненым бойцам и командирам.
Наталья Сапьян награждена медалями «За боевые заслуги» и «За оборону Ленинграда». Всего за война была награждена 11-ю медалями и орденами.
После войны вернулась в Ленинград, в 1948 году с отличием закончила учёбу в университете, работала историком.